# رمينكو فيلتشا

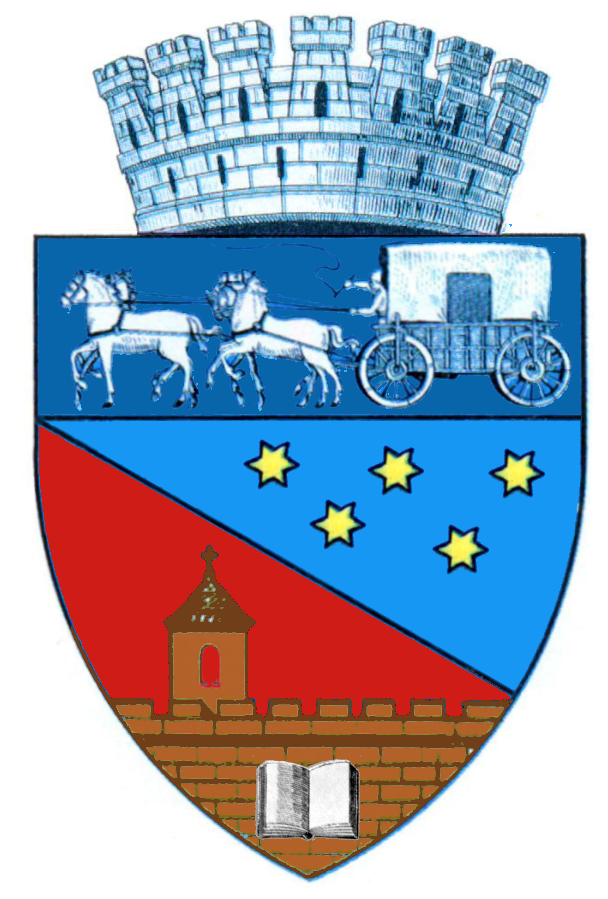
شعار المدينة

رمينكو فيلتشا (بالرومانية: Râmnicu Vâlcea) مدينة وسط رومانيا, عاصمة مقاطعة فيلتشا بعدد سكان 107.726 نسمة (إحصاء 2002) ويعود تاريخ المدينة لعام 1388 حيث ذكرها الملك ميرتشا العجوز لأول مرة في إحدى الوثائق القديمة.

## توأمة
لرمينكو فيلتشا اتفاقيات توأمة مع كل من:
- كروشيفاتس
- آغيوس نيكولاوس

## أعلام
- سيرجيو رادو
- ميهاي كوستيا
- دانييلا بابينو
- ألين بوكورويو
- نيكوليتا سافتا